# 涼茶

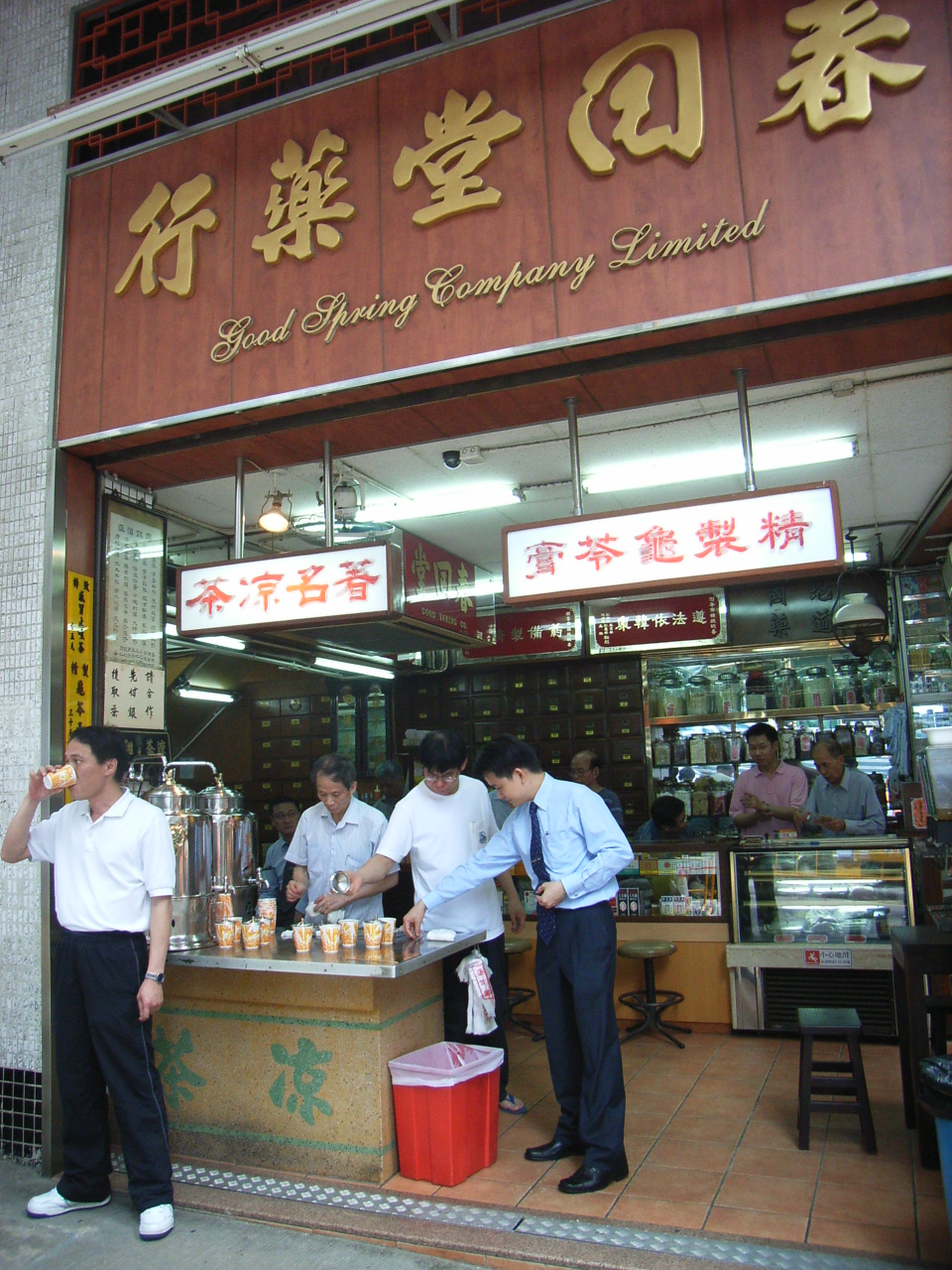
香港涼茶店

涼茶是粵、港、澳地區人民根據當地的氣候、水土特徵，在長期預防疾病與保健的過程中，以中醫養生理論為指導，以中草藥為原料，食用、總結出的一種具有清熱解毒、生津止渴、祛火除濕等功效，伴隨人們日常生活的飲料。馬來西亞、新加坡和等有大量華人聚居的亞熱帶地區亦很流行，常常取材自多種藥草。涼茶是中華人民共和國國家級非物質文化遺產，最傳統的涼茶在廣東、港澳地區。

## 起源
凉茶的起源没有明确记载。流传较广的说法是东晋年间，医药家葛洪来到岭南，由于南方瘴疠流行，他开始研究温病医药。葛洪及后世的岭南温派医家通过在医治中得到的经验，形成了岭南凉茶。

## 凉茶配制
涼茶品種繁多，每家都有自己的獨門配方，而且材料的藥性繁多，令人難以學會及理解其製法，所以很多創業多年的涼茶舖都是世襲的形式經營，由一代傳一代。常見的有「廿四味」、「五花茶」、「雪梨茶」、「感冒茶」（沙溪涼茶）、「雞骨草」、「火麻仁」、「夏桑菊」、「金銀花」、「銀菊露」（菊花茶）、「酸梅湯」、「竹蔗茅根水」、「崩大碗」等。傳統上，涼茶要在全涼掉以前喝下。一般涼茶都是接近黑色，部分味道苦中帶甘。部分首次喝這種飲料的外地人會對這種「既不涼、又不似茶」的東西感到奇怪。部份草本植物有苦味及食品衛生良莠不齊，導致並未普及化。
部分的涼茶具有驅寒解痰、養身保健的功效，如常見的「養肝茶」、「羅漢果」、「膨大海」等。不過這些飲料基本上都是要求飲用者熱飲，不然也要溫飲，方能達到功效。而涼茶裡面只有羅漢果是冷熱皆可，隨人喜好的溫度下飲用。
中国国家药品监督管理局有批准几种作为非处方药的凉茶颗粒中成药（广东凉茶、沙溪凉茶、罗浮山凉茶），载于《卫生部颁药品标准》中药成方制剂第二、十四、十九册。另外午时茶、五花茶、甘和茶也有批准的标准版本。

### 制作与品尝
在广东地区，制作凉茶首先需要取出适量 凉茶材料的用量，之后放入砂锅中煎煮，待水沸后用小火煮30分钟。关火后，不要打开锅盖，等待15分钟后在进行品尝，此时的凉茶能够发挥最大的药效功能

## 涼茶舖
在廣州、香港、澳門等地，有專門賣涼茶的店舖，例如，黃振龍涼茶隨處可見，全省共開設800多家涼茶舖、徐其修涼茶在廣東、廣西、福建等六、七個省區開了200多間涼茶連鎖店。部分在廣州的涼茶店更有超過一百五十年歷史，在香港也有不少五六十年歷史的涼茶舖，如於清朝從廣州南下開分店的王老吉、三十年代已開業的春和堂、單眼佬涼茶等。
除了以上的涼茶外，有些涼茶店還有發售的是龜苓膏、生魚野葛湯等有接近功能的藥膳。近年香港有部分涼茶舖走向以甜品為主導的策略，代表者是許留山。新派涼茶舖如「鴻福堂」、「健康工房」（本名同治堂）兼售湯水及果汁。

## 演變
傳統上涼茶舖賣的涼茶是在店內煲好再分類出售，客人購買時倒出以碗盛載。近年有將涼茶包裝成為預先包裝飲料，草藥商人將退火消暑中藥茶熬煮，稀釋包裝販賣。現今，許多的便利商店和超級市場均有販售涼茶。
涼茶茶包是馬來西亞流行的涼茶包裝，將所有的中草本集合在一個茶包裏，用沸水一泡即可飲用。涼茶茶包的代表是何人可涼茶至今已經有七十多年歷史。

## 國家級非物質文化遺產

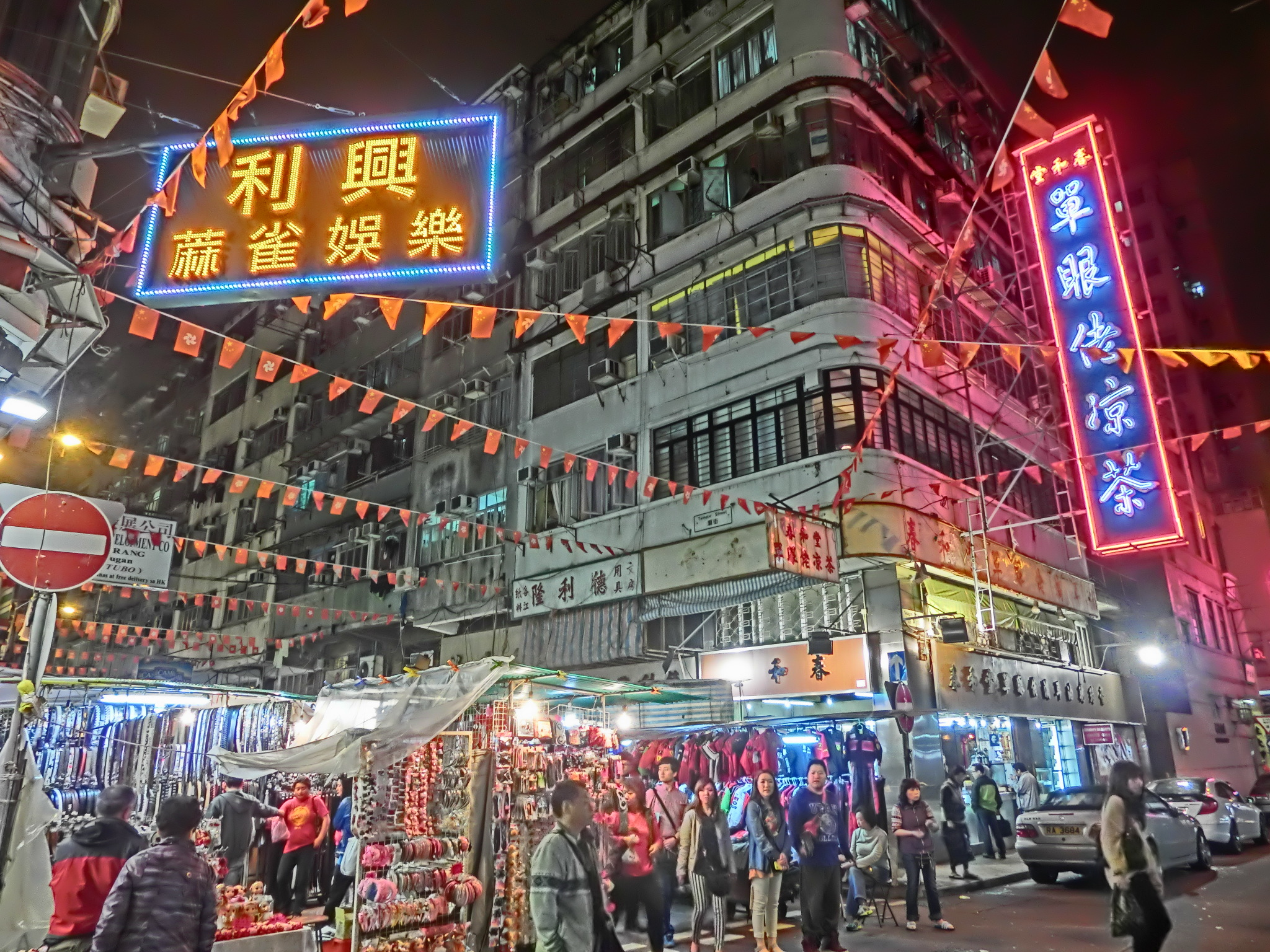
春和堂單眼佬涼茶

經广东、香港、澳門三地政府於2006年2月起努力爭取，凉茶配制獲中華人民共和國國務院列為518種「國家級非物質文化遺產」之一。

## 安全性问题

### 不良反应
有多项研究表明作为凉茶主要成分之一的夏枯草能导致不良反应：
- 夏枯草的乙醇提取液能抑制小鼠的细胞和体液免疫反应[6]。
- 皮下注射可使动物胸腺、脾脏明显萎缩，肾上腺明显增大；腹腔注射可使血浆皮质醇水平明显升高，外周血淋巴细胞数量明显减少[7]。表明夏枯草可能是一种免疫抑制剂，长期或大量服用能使机体的免疫功能受到抑制。
- 服用夏枯草水提物能使小鼠的血清丙氨酸基移换酶和血清天门冬氨基移换酶的值都明显升高，说明夏枯草有肝脏毒性作用[8]。

“王老吉”凉茶增加夏枯草，是经过2005年的动物实验才批准备案的。实验测量了一般表现、血液成份（血细胞数、两个肝脏转氨酶、生化指标）、致畸试验、致突变试验，未发现问题。实验没有具体研究免疫抑制。

### 促癌中草藥
2006年4月中國疾控中心聯合相關單位在廣州召開新聞發佈會，指出在對1690多種用於廣東涼茶、老火湯及家庭常見種植中草藥進行的實驗中發現，其中52種廣東地區常見的中草藥可促癌，特別是被稱為“廣東癌”的鼻咽癌。广东食品行业回应说当地凉茶没有用到这52种。這52種“促癌”植物如下：
石粟、變葉木、細葉變葉木、蜂腰榕、石山巴豆、毛果巴豆、巴豆、麒麟冠、貓眼草、澤漆、甘遂、續隨子、高山積雪、鐵海棠、千根草、紅背桂花、雞尾木、多裂麻瘋樹、紅雀珊瑚、山烏桕、烏桕、圓葉烏桕、油桐、木油桐、火殃勒、芫花、結香、狼毒、黃芫花、了哥王、土沉香、細軸芫花、蘇木、廣金錢草、紅芽大戟、豬殃殃、黃毛豆付柴、假連翹、射干、鳶尾、銀粉背蕨、黃花鐵線蓮、金果欖、曼陀羅、三梭、紅鳳仙花、剪刀股、堅莢樹、闊葉獼猴桃、海南蔞、苦杏仁、懷牛膝。
2008年，中华肾脏病学会常委、中山大学附属第一医院副院长余学清说，广东人多发肾病，怀疑是因为不当使用中药。

## 外部連結
- 涼茶 Liang Cha （页面存档备份，存于） 中藥標本數據庫 (香港浸會大學中醫藥學院) （繁體中文）（英文）
- 涼茶即沖顆粒 Liang Cha （页面存档备份，存于） 中藥標本數據庫 (香港浸會大學中醫藥學院) （繁體中文）（英文）
- 中国非物质文化遗产网：凉茶配制
- 他傳承著嶺南涼茶文化